# جنایت آمریکایی (فیلم ۲۰۰۴)
جنایت آمریکایی (به انگلیسی: American Crime) فیلمی محصول سال ۲۰۰۴ و به کارگردانی دن مینتز است. در این فیلم بازیگرانی همچون آنابلا شورا، کری الویس، سییا بتن، ریچل لی کوک، مایکل اونیل، کیپ پاردیو و فرانکی ری ایفای نقش کرده‌اند.